# Geneviève Lantelme
Geneviève Lantelme, nom de scène de Mathilde Hortense Claire Fossey, est une actrice française, une célébrité, une icône de la mode et une courtisane du début du XXe siècle, née dans le 18e arrondissement de Paris le 20 mai 1883 et morte près de Rees en Allemagne le 25 juillet 1911.
Considérée par ses contemporains comme une des plus belles femmes de la Belle Époque, sa disparition précoce et mystérieuse à 28 ans lors d'une croisière sur le Rhin contribua à sa légende.

## Biographie

### Jeunesse
Mathilde est le troisième enfant d’Édouard Fossey, un caissier devenu comptable, et de sa femme Claire, dont le nom de jeune fille est Lantelme. Née le 20 mai 1883 à Paris dans le 18e arrondissement, Mathilde a deux sœurs aînées et une troisième plus jeune. En 1895, les parents de Mathilde divorcent, et le tribunal donne la garde des enfants à Édouard. La chose, plutôt inhabituelle, s’expliquerait d’après Simone Le Bargy par le fait que sa mère l’oblige à travailler dès quatorze ans dans la maison close qu’elle dirige.
Mais Mathilde parvient à obtenir la protection d’hommes importants, notamment Henry Poidatz, banquier et propriétaire du journal Le Matin, dont elle devient la maîtresse à la fin de son adolescence. Avec son appui, elle s’oriente vers une carrière d’actrice et choisit comme nom de scène le nom de jeune fille de sa mère, Lantelme, associé au prénom Geneviève. Poidatz la recommande auprès d’Alphonse Franck, le directeur du Théâtre du Gymnase à Paris, où elle a fait ses débuts dans une comédie intitulée La Bascule le 31 octobre 1901, tenant le rôle d’une femme de ménage limité à quelques lignes de dialogue.

### Carrière
Plusieurs petites pièces suivent, et en octobre 1903, Geneviève Lantelme entre au Conservatoire de Paris pour étudier l’art dramatique. Elle y reçoit l’enseignement de l’acteur Maurice de Féraudy, sociétaire de la Comédie-Française. Bien que les étudiants du Conservatoire ne soient pas autorisés à se produire sur scène avant l’obtention de leur diplôme, elle continue à apparaître dans les salles parisiennes pendant la période de ses études, sous le nom de Telmy. Elle termine sa formation sans recevoir ni prix ni distinction, et reprend ses activités sur scène sous le nom de Lantelme.
Le 1er avril 1905, elle joue dans L’Âge d’aimer, dont le rôle principal est interprété par Réjane. Ayant entendu que son ami Alfred Edwards, patron de presse et dramaturge amateur, venait d’écrire une pièce nommée Par Ricochet et était à la recherche d’une actrice, Réjane lui présente Lantelme, qui devient bientôt sa maîtresse, avant de devenir son épouse.
En septembre 1906, elle signe un contrat avec le Théâtre Réjane, mais le rompt deux ans plus tard car tous les rôles principaux sont interprétés par Réjane. Celle-ci poursuit Lantelme pour violation de contrat, et l’emporte : la jeune actrice est contrainte de payer 20 000 francs de dommages et intérêts.
Malgré cet événement, l’année 1908 n’est pas si mauvaise pour Geneviève Lantelme : en novembre elle interprète un rôle de premier plan, celui de Marthe Bourdier, dans Le Roi de Gaston Arman de Caillavet, Robert de Flers et Emmanuel Arène. Elle joue aux côtés de Albert Brasseur et Amélie Diéterle et cette pièce s’avère être l’un des plus grands succès du théâtre français. Elle fait alors la couverture de revues comme Le Théâtre, Les Modes ou Femina et apparaît sur de nombreuses cartes postales. Au cours de sa courte carrière, elle est souvent photographiée et mise en vedette dans la presse à travers l’Europe et l’Amérique du Nord, son goût pour la mode lui valant de collaborer avec les stylistes Madeleine Vionnet ou Jeanne Paquin lorsque paraissent leurs créations. Lantelme fait connaître son intérêt pour les chapeaux de grande taille.

Geneviève Lantelme à la Belle Époque
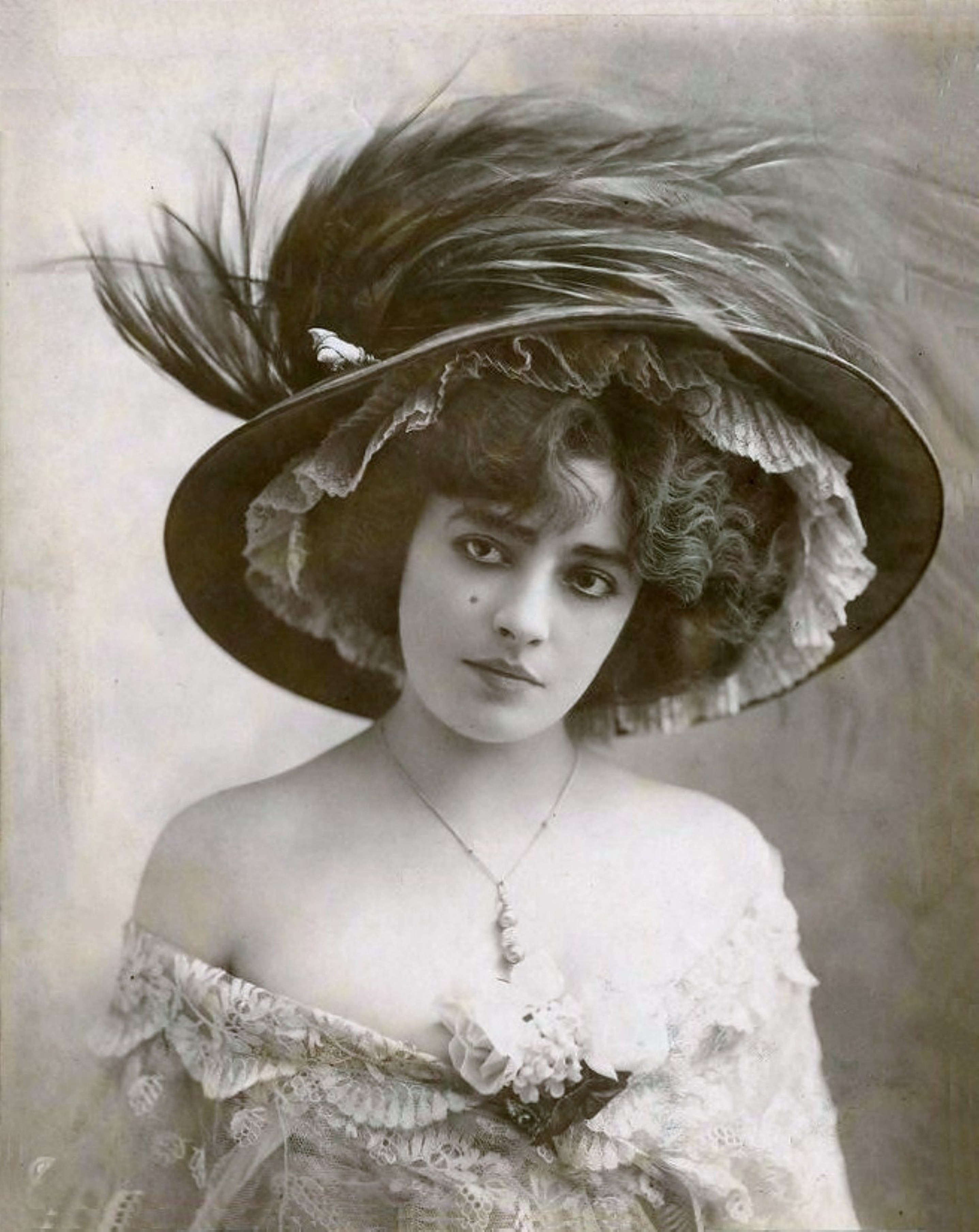
Geneviève Lantelme par le photographe Auguste Bert vers 1905.
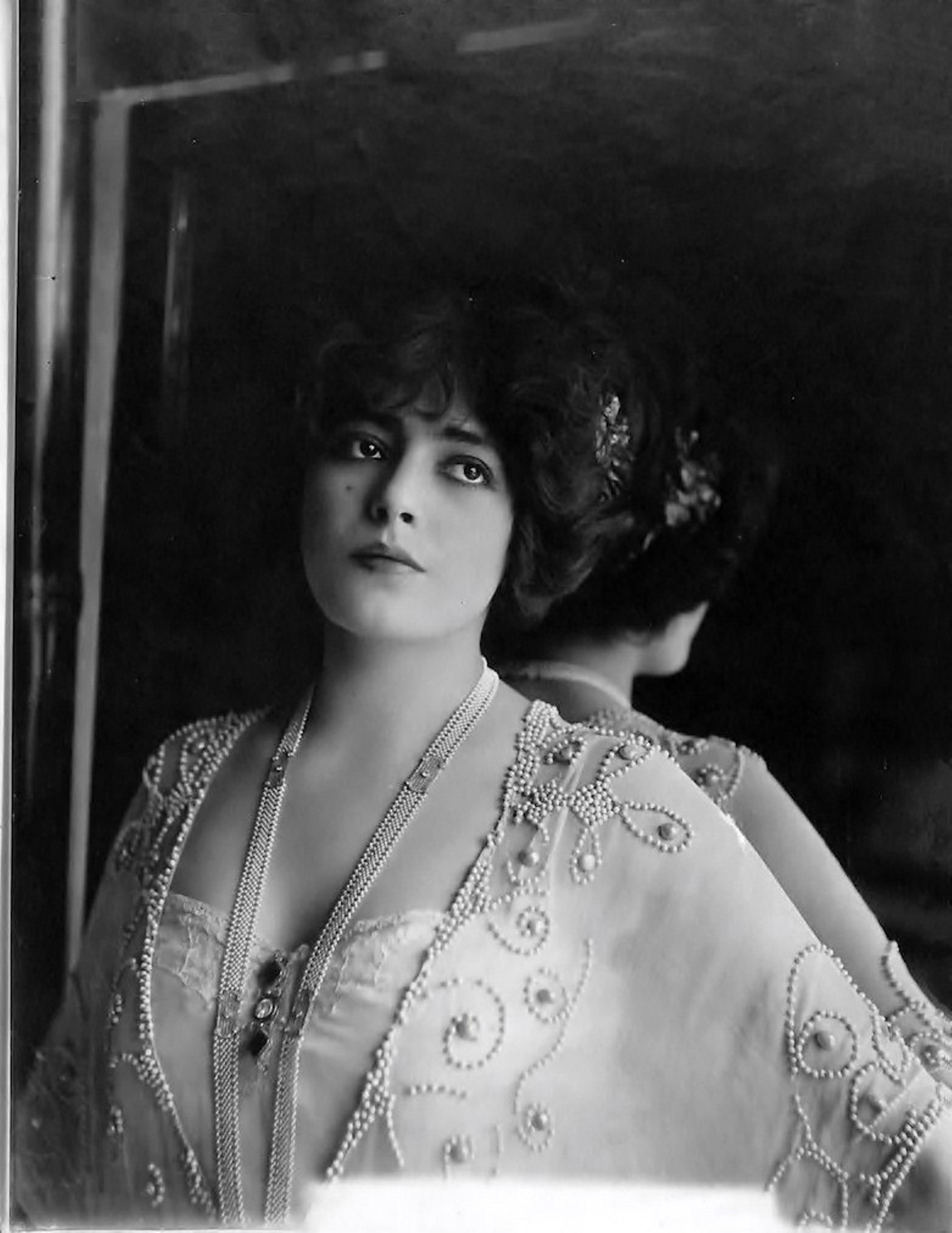
Geneviève Lantelme par Henri Manuel vers 1905.
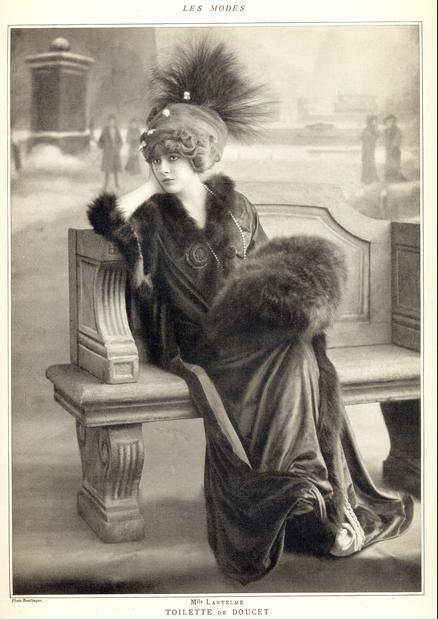
Geneviève Lantelme dans une tenue dessinée par Jacques Doucet en 1909.
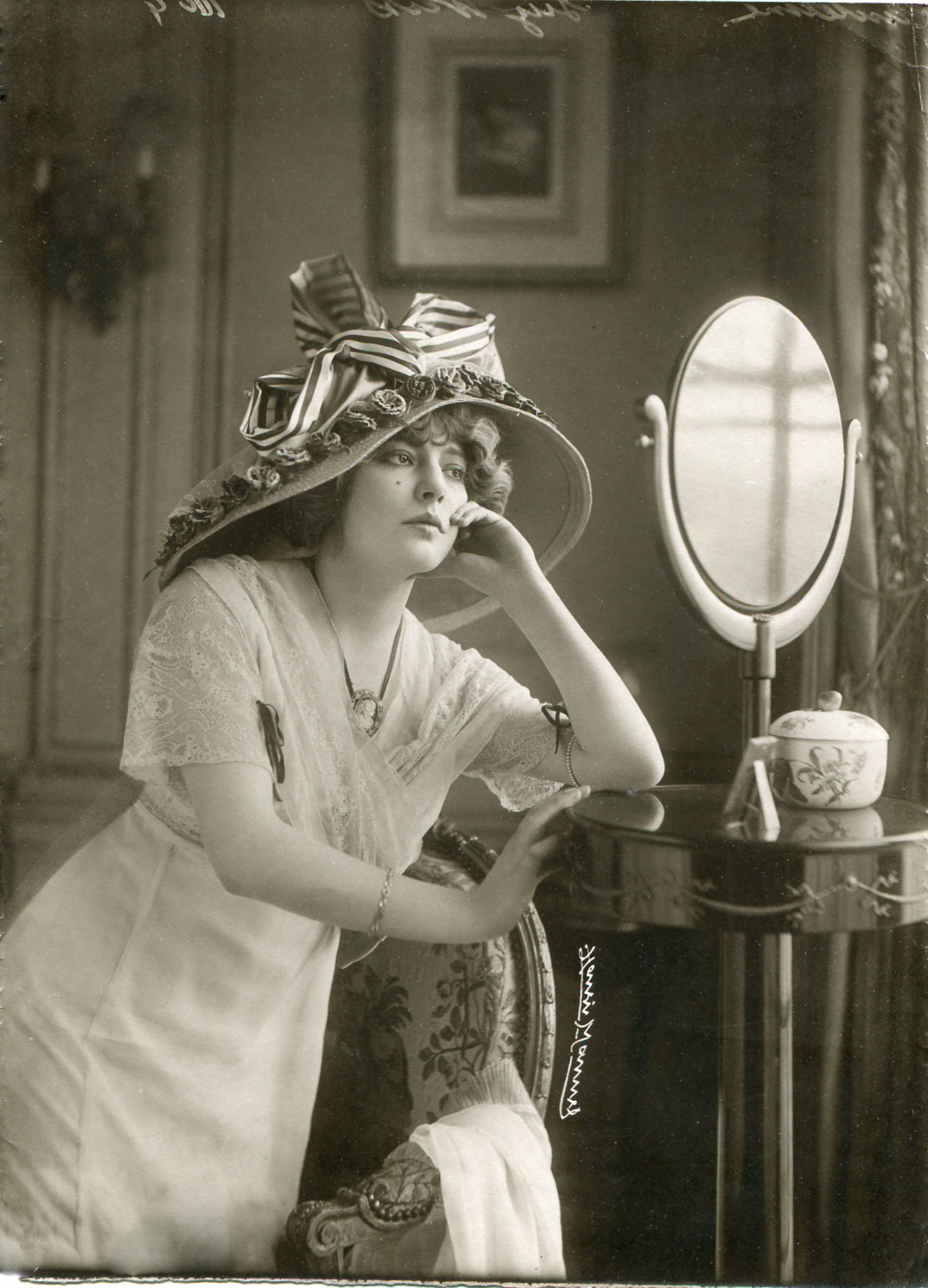
Geneviève Lantelme par Henri Manuel vers 1905.
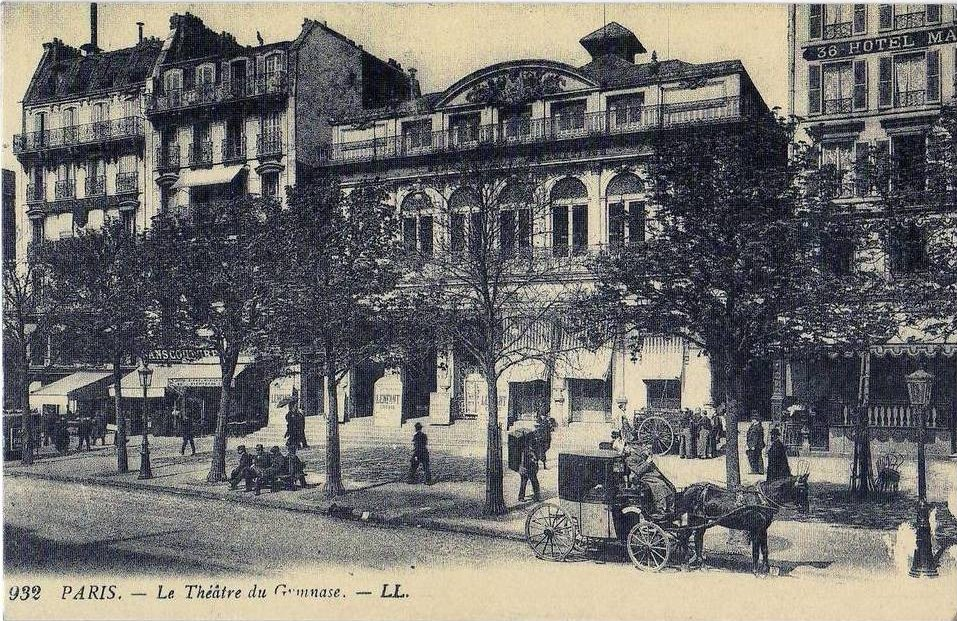
Le Théâtre du Gymnase vers 1910.
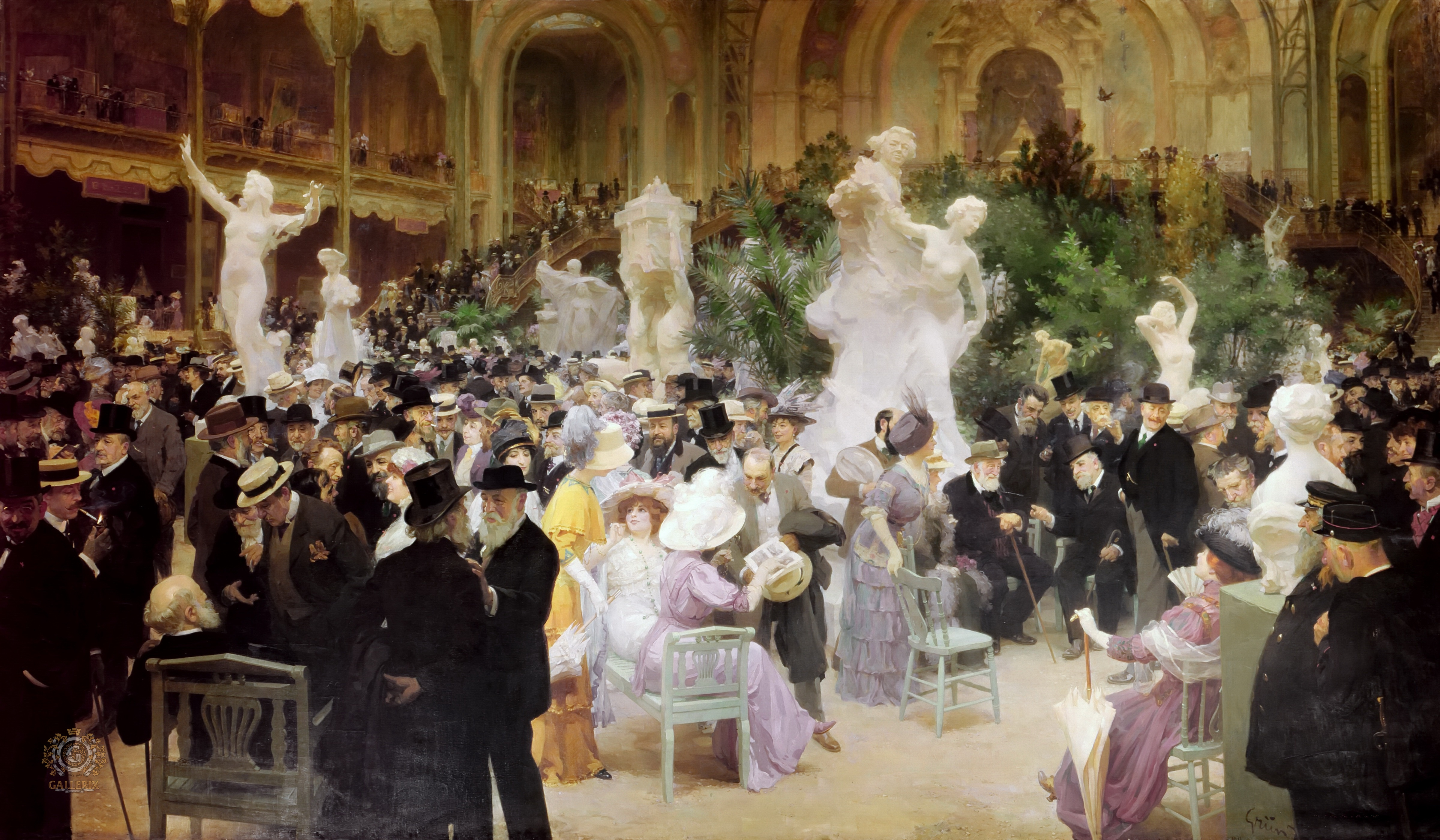
Geneviève Lantelme au Salon des artistes français en 1911 par Jules Grün.

L'œuvre de Jules Grün, Un vendredi au Salon des artistes français, immortalise en 1911 Geneviève Lantelme, représentée au centre du tableau, à droite d'Angelo Mariani debout au premier plan. Musée des beaux-arts de Rouen.

### Vie sentimentale
De 1906 à 1909, Geneviève Lantelme partage les attentions sentimentales d’Alfred Edwards avec sa quatrième épouse, Misia Sert. Misia est très jalouse de la maîtresse de son mari et écrit dans ses mémoires : « Je m’étais arrangée pour obtenir une photographie de Lantelme, elle ornait ma coiffeuse, et je faisais des efforts désespérés pour lui ressembler, coiffer mes cheveux de la même manière, porter les mêmes vêtements. » Marcel Proust s’en est inspiré dans À la recherche du temps perdu comme modèle pour le triangle amoureux constitué par Robert de Saint-Loup, Gilberte Swann et Rachel.
Finalement, la jeune femme remporte la bataille sentimentale et le 5 juillet 1909, Geneviève et Alfred se marient à Rouen.
Le mariage ne fut cependant pas heureux : D'après Hervé Lauwick Alfred Edwards , laid et bedonnant, avait pour ainsi dire "acheté" la Belle Lantelme en la couvrant de bijoux et en commanditant la pièce de théâtre Le marchand de Bonheur où elle avait la vedette.
Elle s'en plaignait en privé auprès d'une amie: "Il rêve en Turc (sic), ajoutant : « Quelquefois , la nuit, dans le lit, je le touche à côté de moi et j'espère le trouver froid ».

### Décès
Dans la nuit du 24 au 25 juillet 1911, Geneviève Lantelme disparaît au cours d’une croisière sur le Rhin qu'elle fait avec son mari et quelques amis à bord du yacht L’Aimée. Le drame se produit sur le fleuve, près du village de Rees en territoire allemand. Le corps de Geneviève Lantelme est trouvé le 26 juillet près d'Ober-Mœrmter au dessus de Rees. Les autorités concluent à un accident après enquête et autorisent le rapatriement de la victime. La dépouille mortelle de la comédienne est arrivée par le train, gare du Nord à Paris le 29 juillet et transportée directement dans un caveau de la chapelle du cimetière du Père-Lachaise. L'inhumation a lieu le 31 juillet dans le caveau de la famille Edwards.
En ce qui concerne les circonstances de l'accident, il est rapporté que, ayant trop bu de champagne, Geneviève Lantelme ouvre la fenêtre de la cabine pour avoir un peu d’air frais et s’assied sur le rebord ; le yacht est alors sujet à une secousse et la jeune actrice est précipitée dans le fleuve.
L'accident suscite beaucoup de controverses tant en France que dans le reste du monde occidental et beaucoup spéculent sur le fait qu’Edwards ait assassiné sa femme. Cette théorie se développe notamment parce que les autorités compétentes découvrent dans sa cabine une carte (la dernière écrite par Lantelme) destinée à André Brulé et disant qu’Edwards appartenait à ses yeux déjà au passé et qu’elle pensait divorcer.
Toujours d'après Hervé Lauwick , lors d'une conférence de rédaction du Figaro à laquelle il assistait, le très mordant caricaturiste Forain, commentant les rumeurs au sujet d'un remariage d'Alfred Edwards eut ces mots assassins : « Ah! Edwards veut se remarier?.. Mais ...Celle là, au moins, Sait-elle nager !? »
À l'automne 1911, deux journaux français, La Dépêche parlementaire et La Griffe, publient cette accusation ; Edwards les poursuit pour diffamation et gagne son procès, les deux journaux échappant cependant à de lourdes réparations.
| - Le yacht L’Aimée. - Alfred Edwards (1856-1914). |

### Sépulture

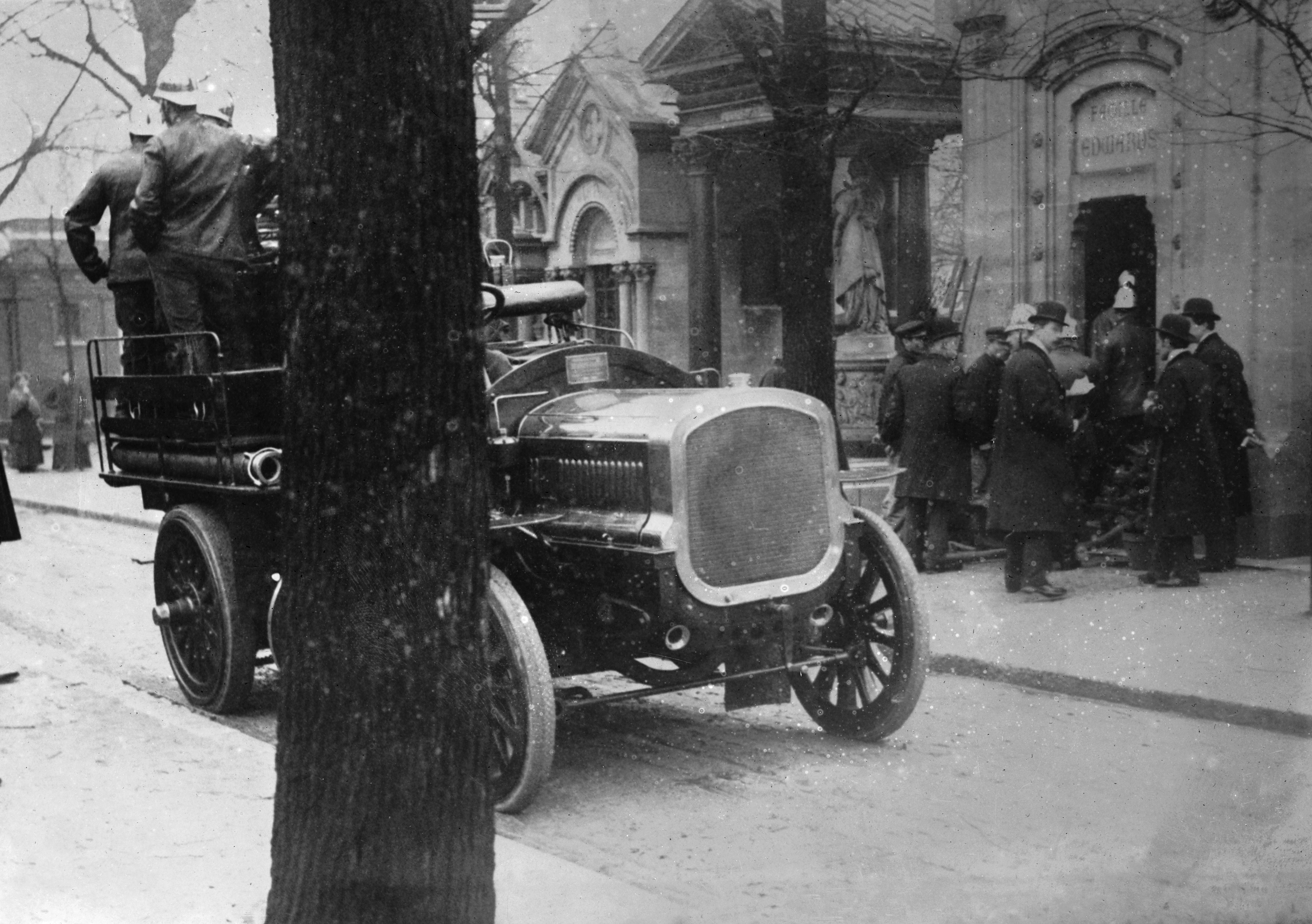
La police au tombeau de Geneviève Lantelme en 1911.

Geneviève Lantelme est enterrée au cimetière du Père-Lachaise. Sa sépulture subit deux actes de vandalisme. Le premier survient dans la nuit du 21 décembre 1911 et choque le tout-Paris ; l’actrice ayant été enterrée avec une partie de sa collection de bijoux, un groupe de malfaiteurs profane la crypte, mais ne parvient pas à trouver le butin, évalué à 578 000 francs. Les bijoux sont rendus à la famille Fossey dès le lendemain, et la dépouille est transférée dans un autre tombeau à la division 94. Aussi la seconde tentative de vol, en 1916, s’avère d’emblée parfaitement vaine.

## Théâtre
- Le Roi de Gaston Arman de Caillavet, Robert de Flers et Emmanuel Arène
- Le Secret de Polichinelle de Pierre Wolff
- Le Vieil Homme de Georges de Porto-Riche
- Le Marchand de bonheur de Henry Kistemaeckers
- La Bascule de Maurice Donnay
- Soliman second ou les Trois Sultanes de Charles-Simon Favart
- Le Circuit de Georges Feydeau

## Galerie

Geneviève Lantelme, une beauté tragique.
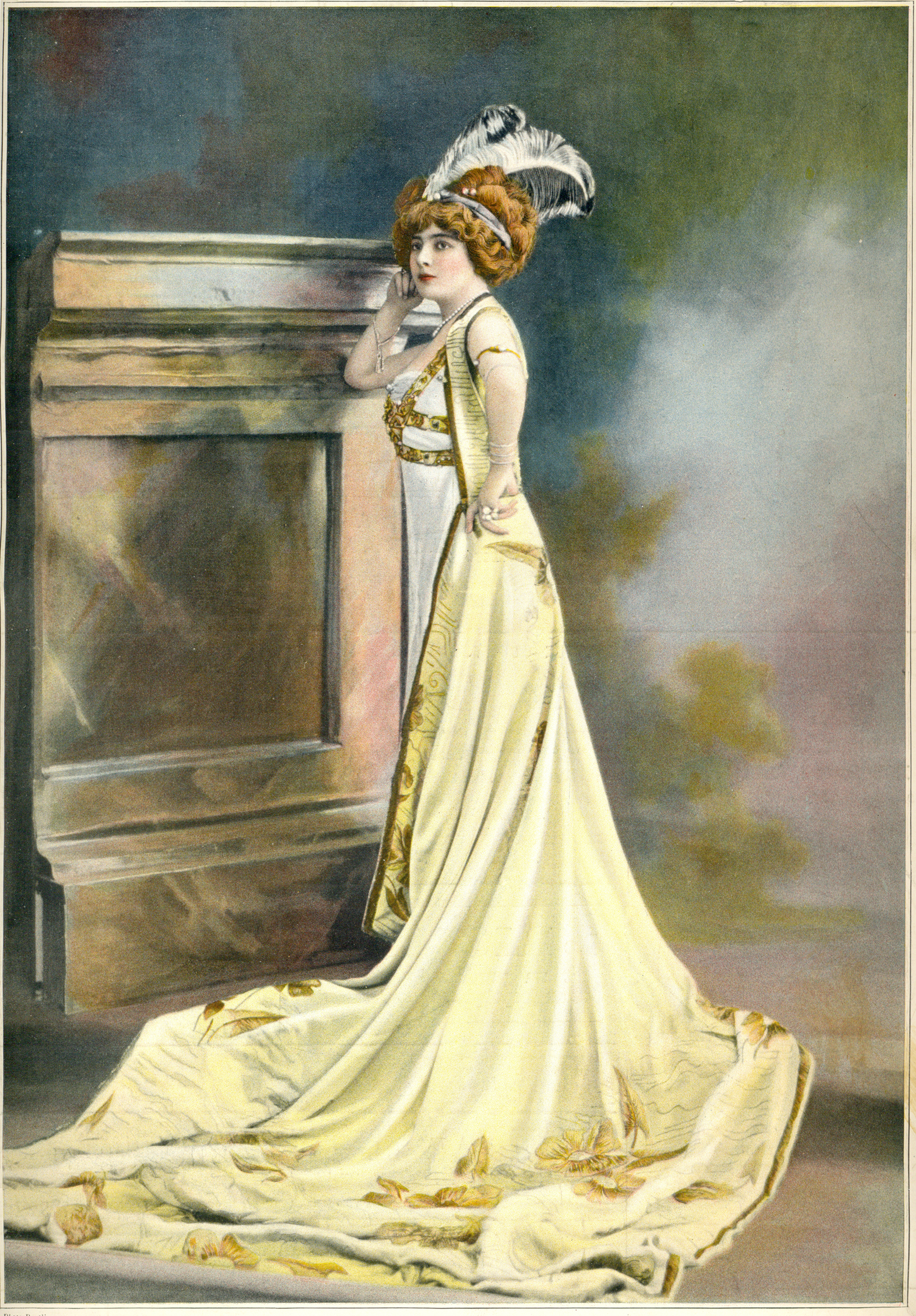
Geneviève Lantelme dans Le Roi.
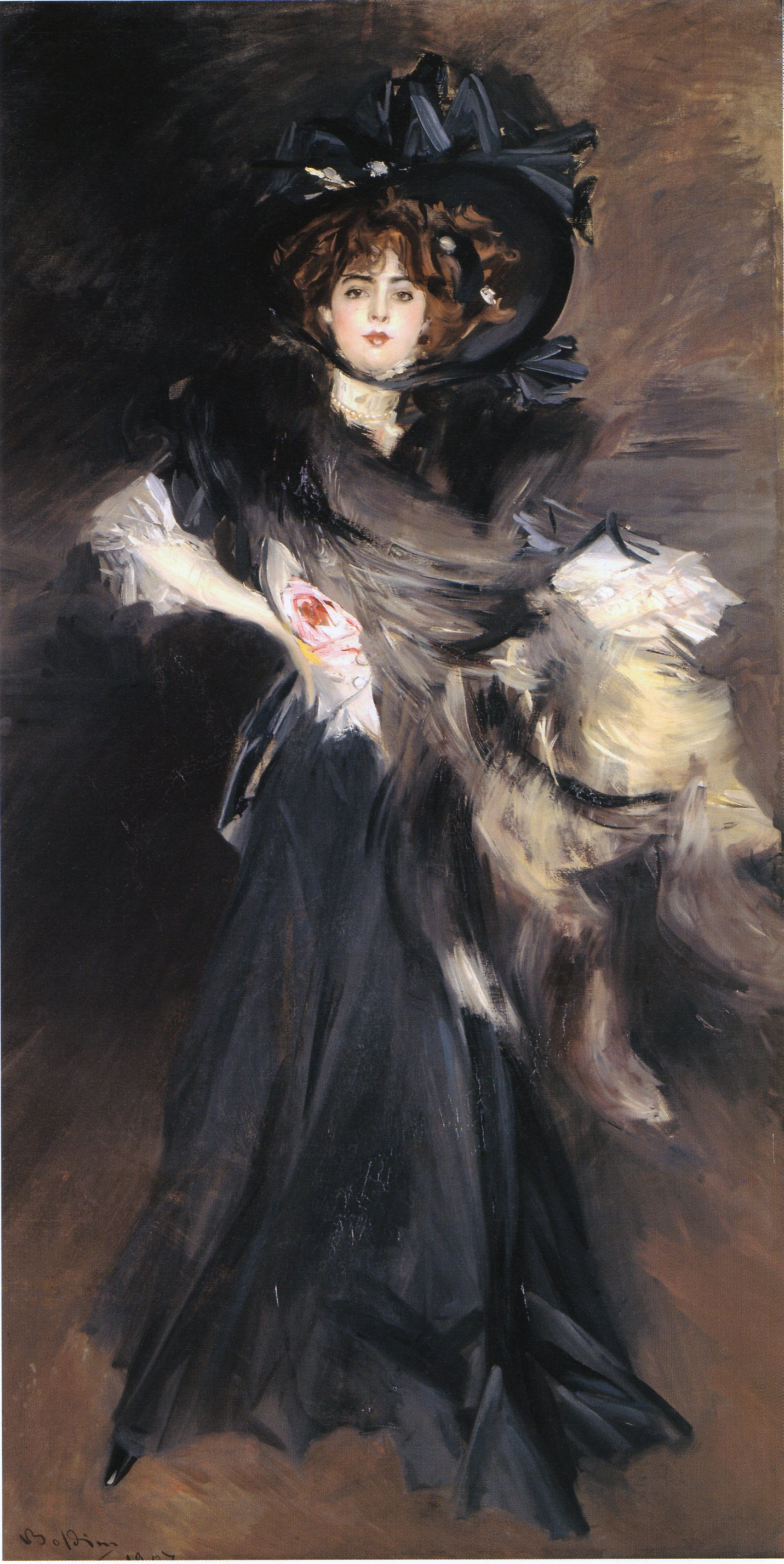
Giovanni Boldini, Mademoiselle Lantelme (1907).
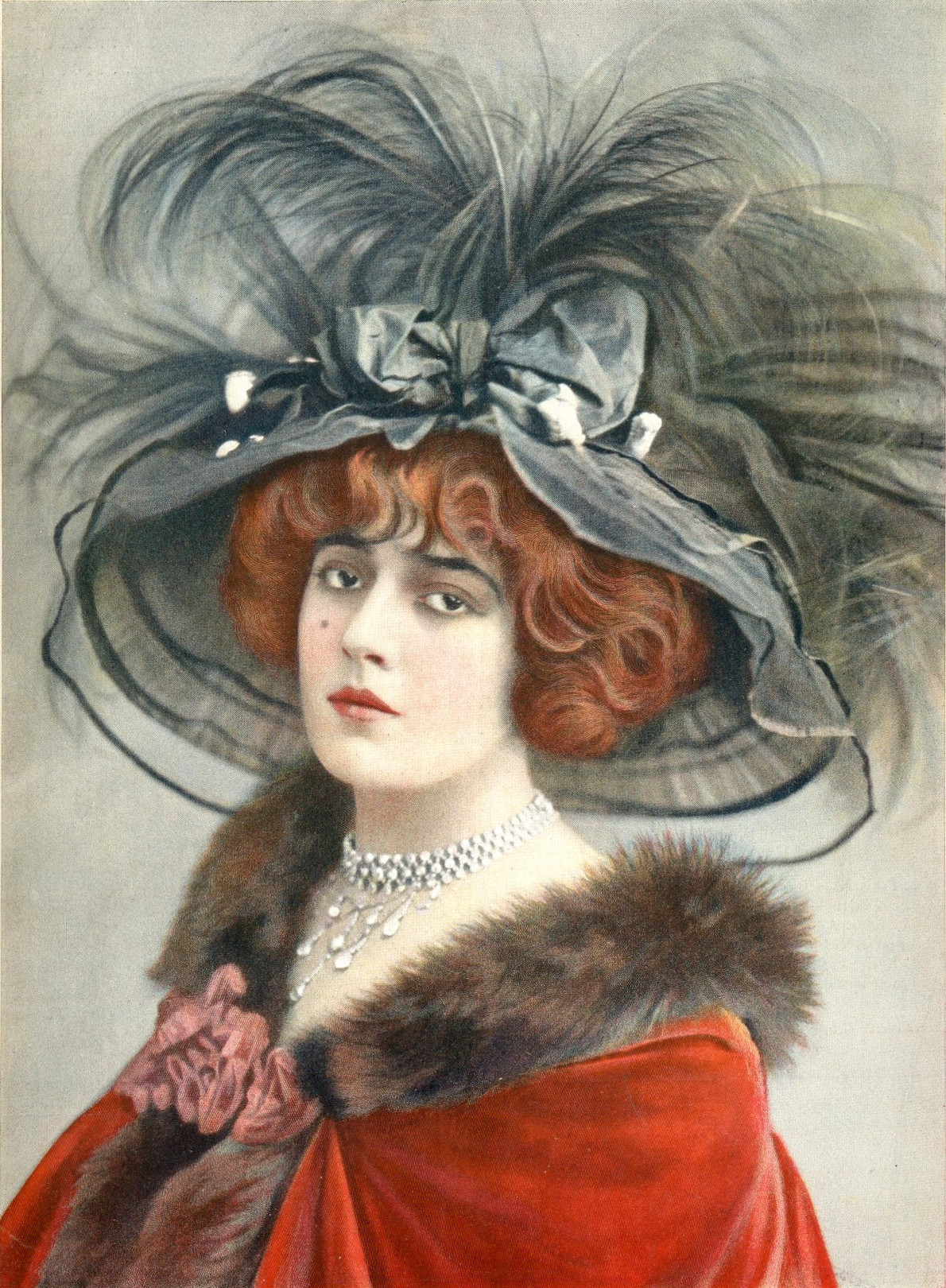
Portrait par Abel Faivre (1910).
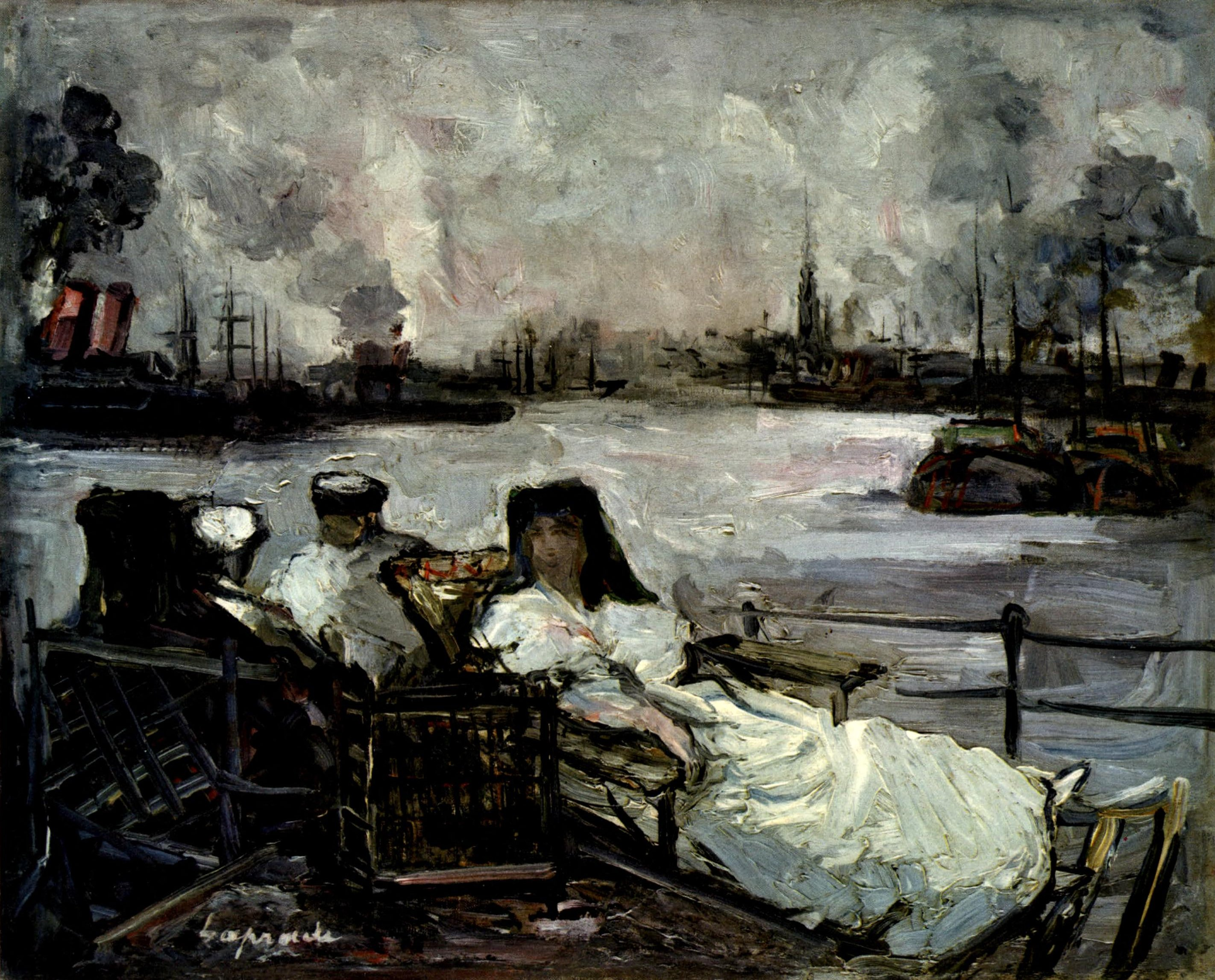
Pierre Laprade, Lantelme sur son yacht (vers 1910).

### Articles de l'encyclopédie
- Réjane
- Ève Lavallière
- Émilienne d'Alençon
- Amélie Diéterle
- Portrait de Mlle Lantelme, tableau de Giovanni Boldini